# Dymník
Dymník (německy Rauchberg) je 517 metrů vysoký zalesněný vrch ve Šluknovské pahorkatině 2 km na jihozápad od Rumburka. Na jeho úpatí jsou až 20 metrů vysoké skály tvořené olivinickým čedičem. Jeho stáří je přibližně 30 miliónů let a jedná se o projev třetihorního vulkanismu v oblasti Šluknovské pahorkatiny. Vrchol kopce je vulkanickou žilou ukloněnou směrem na severoseverozápad, která jako přívodní kanál původní sopky prorazila mnohem starší okolní granodiority lužického plutonu. Na kopci se ve středověku zapalovaly signální ohně, odtud název Dymník. Na vrcholu se nacházejí skalní výchozy, částečně deskovité nebo s náznakem sloupcovitého rozpadu. Necelých 200 metrů severně od vrcholu rostou dva památné stromy – Buky na Dymníku.

## Rozhledna
Patnáct metrů vysokou cihlovou a kamennou rozhlednu se 79 schody nechal na vlastní náklady postavit roku 1896 místní podnikatel Augustin Wenschuch. Zpřístupněna veřejnosti byla dne 27. září 1896 a dostala jméno Augustova věž (německy August Turm), často ovšem zvaná rozhledna Dymník. Rozhledna je dobře přístupná silnicí se žlutým turistickým značením od Rumburku, od parkoviště s restaurací v podhradí zbývajících 300 metrů je po značce modré. Vstup na rozhlednu je zpoplatněn. Z vrcholu je dobrý výhled na Lužické hory. V říjnu 2010 byla z Rumburku k rozhledně vybudována Naučná stezka Dymník. Z rozhledny jsou za jasného počasí vidět Krkonoše, Jizerské hory, Ještěd, na jihozápadě v Českém středohoří Sedlo a Milešovka, směrem na západ Děčínský Sněžník a Krušné hory, na severu v Sasku Bieleboh a Czorneboh.